# Ossip Zadkine
Ossip Zadkine (Vitebsk, 14 de julho de 1890 — Paris, 25 de novembro de 1967) foi um escultor russo de ascendência judaica radicado na França. Além da escultura, produziu trabalho também na pintura e na litografia. Zadkine nasceu Yossel Aronovich Tsadkin (em russo Иосель Аронович Цадкин).
Depois de frequentar uma escola de arte em Londres, Zadkine fixou-se em Paris por volta de 1910, onde integrou o novo movimento cubista (1914-1925). Depois deste período desenvolveu um estilo original fortemente influenciado pelas artes primitivas.

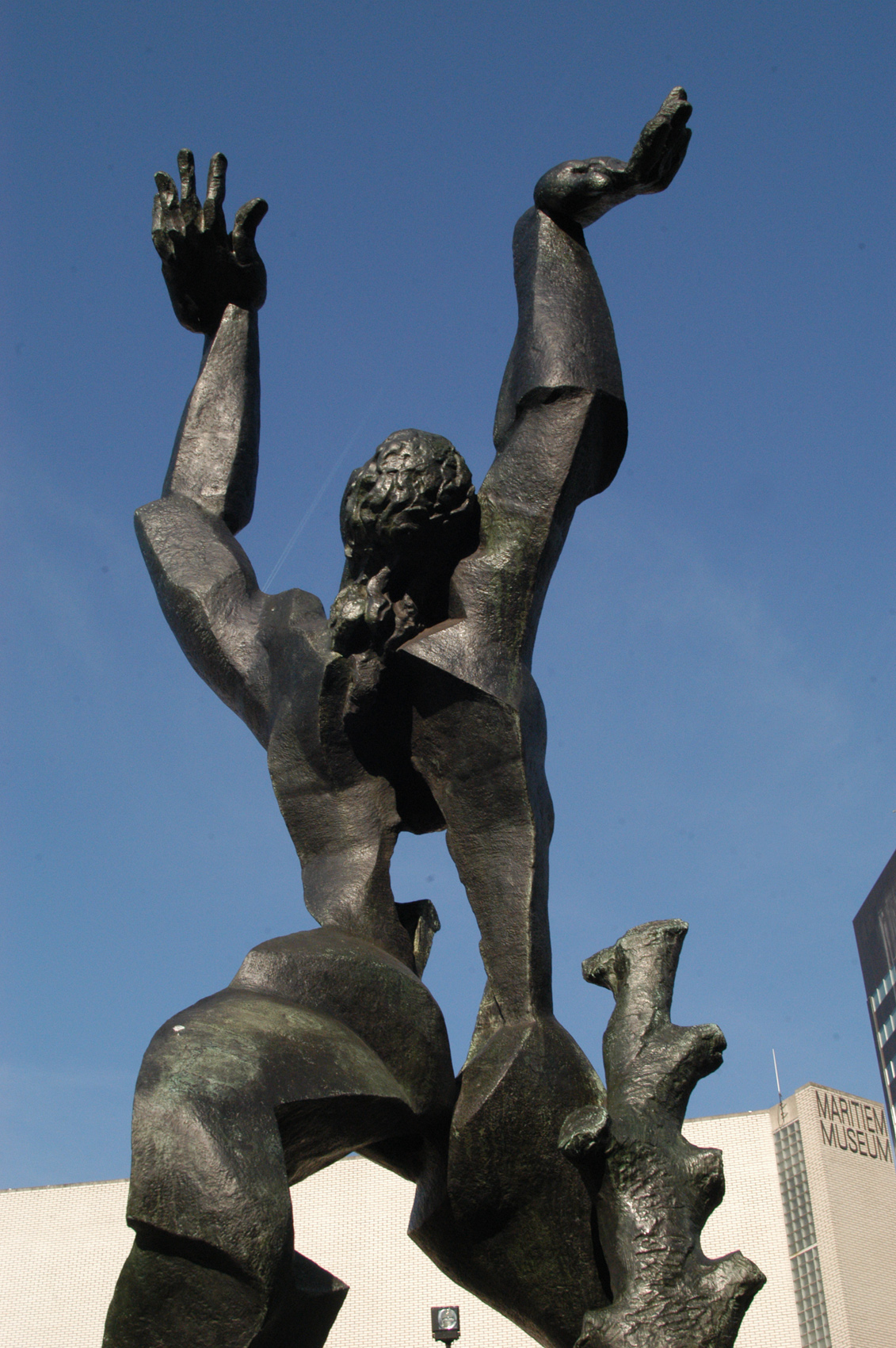
De verwoeste stad (A cidade destruída), 1951-1953, Roterdã

Serviu na Primeira Guerra Mundial como maqueiro e foi ferido em acção. Passou os anos da Segunda Guerra Mundial no exílio, nos Estados Unidos.
O seu trabalho mais conhecido é provavelmente a escultura "Cidade sem coração", um memorial da enorme destruição do centro de Roterdão perpetrada pelos nazistas alemães em 1940.
Dava aulas na sua Escola Zadkine de Escultura.
Ossip Zadkine foi enterrado no cemitério de Montparnasse, em Paris.